# Клане в Бадахос
Клането в Бадахос започва в дните след битката за града по време на Гражданската война в Испания. Между 500 и 4 000 цивилни и военни поддръжници на Втората испанска република са избити от националистическите сили на Хуан Ягуе след превземането на град Бадахос на 14 август 1936 г.

## Превземане на Бадахос
Окупацията на Бадахос е по време на настъплението на националистическата армия от Андалусия на север от Иберийския полуостров. Нападението над града е от жизненоважно значение за националистите, тъй като това би означавало присъединяването на армията на Юга към тази на Емилио Мола, която доминира на север.
Бадахос се оказва изолиран след падането на Мерида няколко дни по-рано. Обсадата на града е извършена от 2 250 испански легионери, 750 марокански регуляри и пет артилерийски батареи под командването на подполковник Хуан Ягуе.
Последното нападение е вечерта на 14 август, след като градът е бомбардиран както от земя, така и от въздух (от германски Junkers Ju 52) през по-голямата част от деня. Бадахос е защитаван от 2 000 републикански милиционери и 500 редовни войници, водени от полковник Илдефонсо Пучдендолас.
След като имат пробив на изток, при Пуерте де ла Тринидад и Пуерте де Карос, националистическите войски навлизат в града. След кървав ръкопашен бой, Бадахос пада в ръцете на националистите.

## Клане
На 14 август много цивилни са убити по улиците на града, включително жени и деца, особено от мароканските войски.
Същият ден Ягуе заповядва задържането на всички пленници, повечето от които цивилни, в арената за бикове (Плаза де Торос) и започва екзекуциите там същата нощ. Според статии, публикувани в Le Populaire, Le Temps, Le Figaro, Paris-Soir, Diário de Lisboa и Chicago Tribune са извършени масови екзекуции, а улиците на Бадахос са осеяни с тела. През първия ден се твърди, че 1 000 души са били екзекутирани. Американският журналист Джей Алън, в своя репортаж в Chicago Tribune, говори за 1 800 мъже и жени, убити само през първата нощ.
На 15 август репортерът на Le Temps, Жак Берте, изпраща следния доклад:
„...около 200 души са разстреляни, видяхме тротоарите на Comandancia Militar, напоени с кръв... Арестите и масовите екзекуции продължават на арената за бикове. Улиците са пометени от куршуми, покрити със стъкла, плочки и изоставени тела. Само в Calle San Juan има 300 трупа.“
На 18 август Le Populaire публикува:
„Елваш. 17 август. Цялата вечер и тази сутрин в Бадахос се извършват масови екзекуции. Смята се, че броят на екзекутираните е повече от 1 500 души. Сред жертвите са редица офицери, които защитаваха града срещу бунтовниците: полковник Кантеро, комендант Алонсо, капитан Алмендро, лейтенант Вега и редица подофицери и войници. В същото време десетки цивилни са били разстреляни около арената за корида.“
Също на 18 август Франсоа Мориак публикува статия за събитията в Бадахос във Le Figaro.
Португалският журналист Марио Невеш, който е свидетел на клането от първа ръка, е с цензуриран доклад за Diário de Lisboa от правителството на Антонио Салазар, който е съюзник на испанските националисти. Невеш се връща в Португалия ужасен от това, на което е свидетел и се заклева, че никога няма да се върне в Бадахос. Завръща се там през 1982 г., за да проследи стъпките си на местата, на които се случват събитията, за телевизионен документален филм.

### Масови екзекуции
Използваният метод на екзекуция е разстрел или с картечница на онези, които защитават града или за които се подозира, че симпатизират на Републиката. Те са отведени от легионери, марокански регуляри или местни членове на фалангата, въпреки че има разкази, според които мароканците не са участвали в репресиите след битката. След това телата са изгорени до стените на гробището Сан Хуан.
Според свидетелствата на оцелели, екзекуциите са извършени на групи, а след това телата са откарани с камиони до старото гробище, където са изгорени и след това заровени в масови гробове.
Сред екзекутираните са мъже и жени, които подкрепят републиката, работници, селяни, войници, които участват в битката, местните власти и тези, които просто са заподозрени, че принадлежат към една от тези категории.
След падането на града, кметът Синфориано Мадронеро и неговият заместник Николас де Пабло, и двамата социалисти, преминават границата с Португалия, но са проследени от агенти на португалския режим и предадени на националистическите войски, които ги екзекутират без съд в Бадахос на 20 август.
След като научава за събитията, националистическата пропаганда публикува различни други версии, за да се опита да скрие клането, а няколко чуждестранни кореспонденти са заплашвани или дискредитирани в пресата.

## Последици
Клането в Бадахос е от голямо значение за развитието на войната. В края на август, докато баските градове Ирун и Фуентерабия са обстрелвани от морето и бомбардирани от въздуха, бунтовниците пускат брошури, заплашващи да се разправят с населението, както са се „разправили“ с жителите на Бадахос. В резултат на това, обхванатите от паника бежанци се отправят към Франция. От друга страна, републиканската пропаганда разглася изключително много клането и го използва, за да оправдае своите зверства, като например клането в Паракуелос от ноември 1936 г.
Германският офицер Ханс фон Функ, един от малкото високопоставени германски войници в националистическата армия на Юга, изпраща доклад до Берлин, в който съветва да не се разполагат редовни германски войски в Испания. Той пише, че е войник, свикнал да се бие, както във Франция по време на Първата световна война, но никога не е виждал такава бруталност и свирепост като тази, с която Африканските експедиционни сили извършват своите операции. Поради тази причина той съветва да не се изпращат германски редовни войници в Испания.

## Оценки за броя на загиналите
Клането е едно от най-противоречивите събития от войната и оценките за броя на жертвите варират значително в зависимост от историка, който прави изследването. Освен това, тъй като страната на националистите печели войната, никога няма официално разследване какво се е случило с републиканците в града след падането му. Повечето оценки показват, че между 2 000 и 4 000 души са били екзекутирани. Разследване на историка Франсиско Еспиноса установява списък с 1 341 имена на жертви на националистите в град Бадахос, но той твърди, че това е само част от цифрата и че истинският брой на загиналите може да е по-висок.
Няколко правозащитни асоциации категоризират събитията в Бадахос като престъпления срещу човечеството или дори геноцид. Към 2007 г. са разглеждани няколко жалби в този смисъл.
Войските, които извършват убийствата в Бадахос са под командването на Ягуе, който след войната е назначен от Франко за министър на въздушните сили. Заради действията на войските си в Бадахос, Ягуе е известен като касапина от Бадахос. Според преброяване, Бадахос има 41 122 жители през 1930 г. и така, ако правилната цифра е 4 000 екзекутирани, процентът достига 10% от населението.
Проучване от 2010 г. показва броя на загиналите между 500 и 700.